# Emesis fasciata
Emesis fasciata är en fjärilsart som beskrevs av Embrik Strand 1916. Emesis fasciata ingår i släktet Emesis och familjen Riodinidae. Inga underarter finns listade i Catalogue of Life.